# 李成国
李 成国（リ・ソングク、朝鮮語: 리성국）は、朝鮮民主主義人民共和国の政治家。両江道人民委員会委員長、朝鮮労働党中央委員会委員候補。

## 経歴
出生地や生年月日、2015年までの経歴は不明。2015年に両江道人民委員会委員長に任命された。2018年9月18日に南北首脳会談に参加するため訪朝した文在寅大統領が、会談終了後の9月20日に金正恩委員長と白頭山登頂を終え、三池淵空港から帰国する際の歓送の儀式に参加した。
2019年3月10日に実施された最高人民会議第14期代議員選挙で代議員に選出され、4月10日に開催された朝鮮労働党中央委員会第7期第4回総会で党中央委員会委員候補に補選された。